# Жан-Франсуа Мілле
Франсуа́ Мілле́, повне ім'я Жан-Франсуа Мілле (фр. Jean-Francois Millet; 4 жовтня 1814 — 20 січня 1875) — французький художник XIX століття, один з засновників так званої Барбізонської школи, хоча його твори мають надзвичайне значення в мистецтві попри всі мистецькі течії. Малював жанрові композиції, пейзажі, створив декілька портретів. Картина Міллє «Сіяч» надихнула Ван Гога на створення своїх композицій на подібну тему. А його «Анжелюс» була улюбленою картиною Далі, який звертався до образів «Анжелюс» усе своє життя.

## Дитинство
Народився в селі Грюші, що поблизу міста Шербур, це на березі Ла-Маншу. Грамоти навчився у школі при сільській церкві. Як і всі селянські діти, багато допомагав родині в полі. Пізніше він напише: «Природа цього краю залишила в моїй душі незабутні враження, бо вона зберегла в собі таку первісну створеність, що я іноді відчував себе сучасником Брейгеля (мав на увазі Пітера Брейгеля Старого, видатного художника з Нідерландів 16 століття)».

## Навчання в Шербурі
Помітивши хист в дитині, батьки зробили все можливе, аби син вирвався з села. Його відправили в Шербур, де влаштували в майстерню художника Мошеля, місцевого портретиста. Успіхи Франсуа привели його в іншу майстерню до художника Ланглуа. Той так вірив в учня, що здобув для нього стипендію від муніципалітету Шербура і право на навчання в Парижі. Так колишній селянин перебрався в столицю.
Колись бабця заповідала йому не малювати нічого ганебного, навіть якщо про таке проситиме сам король. Онук виконав заповіт бабці — і зробив багато корисного для мистецтва Франції, та й всього світу.

## Портрети
За першим своїм фахом він портретист. Він брався і малював портрети. Але відчував незадоволення. До того ж в Парижі він навчався у історичного живописця Делароша. Задоволення ані від Делароша, ані від тодішнього Парижа він не відчував. Душею він відпочивав у музеї Лувр, бо треба було набрати досвіду, який ніхто не міг йому дати, окрім старих майстрів мистецтва.

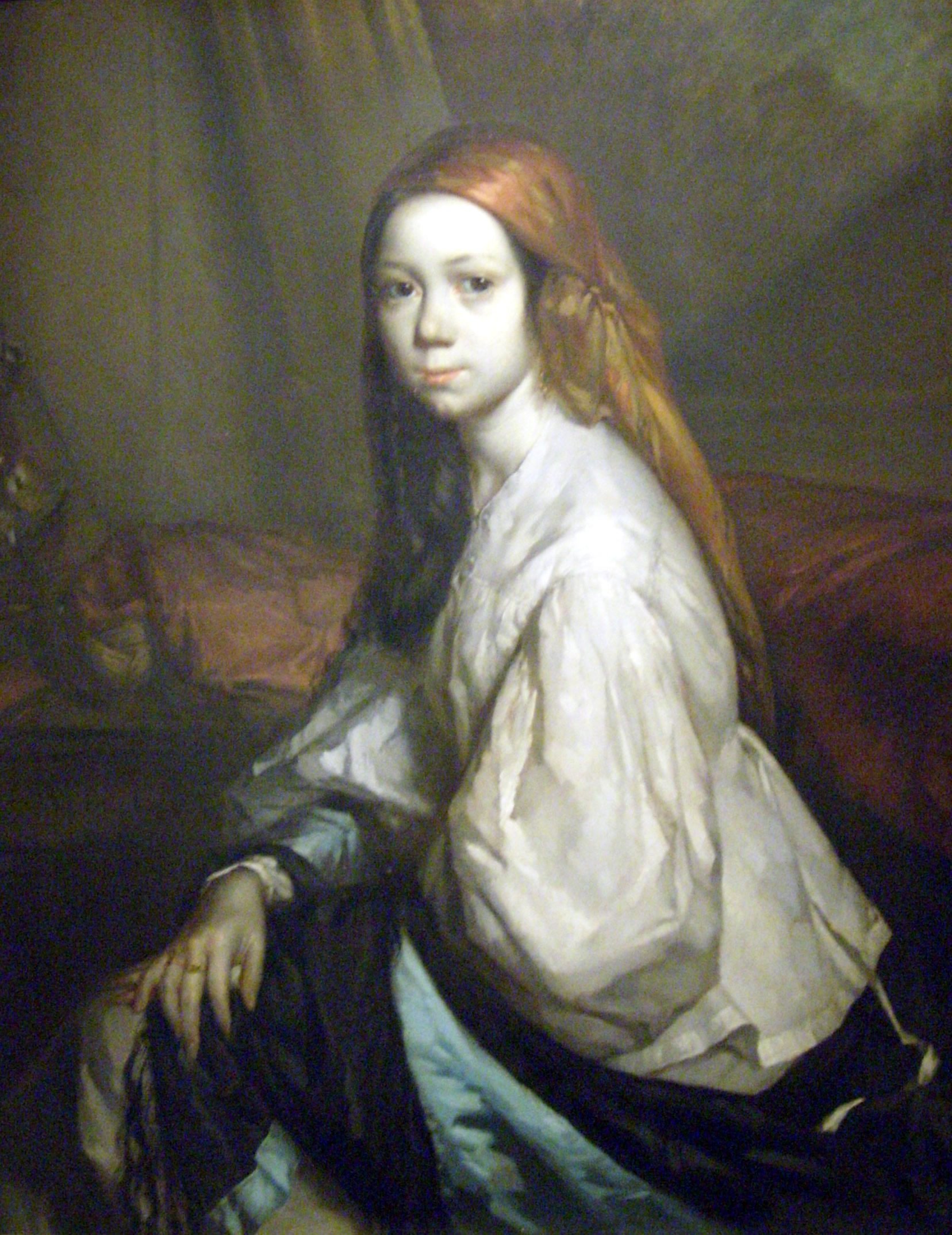
Портрет Поліни Оно, 1843-1844 р.
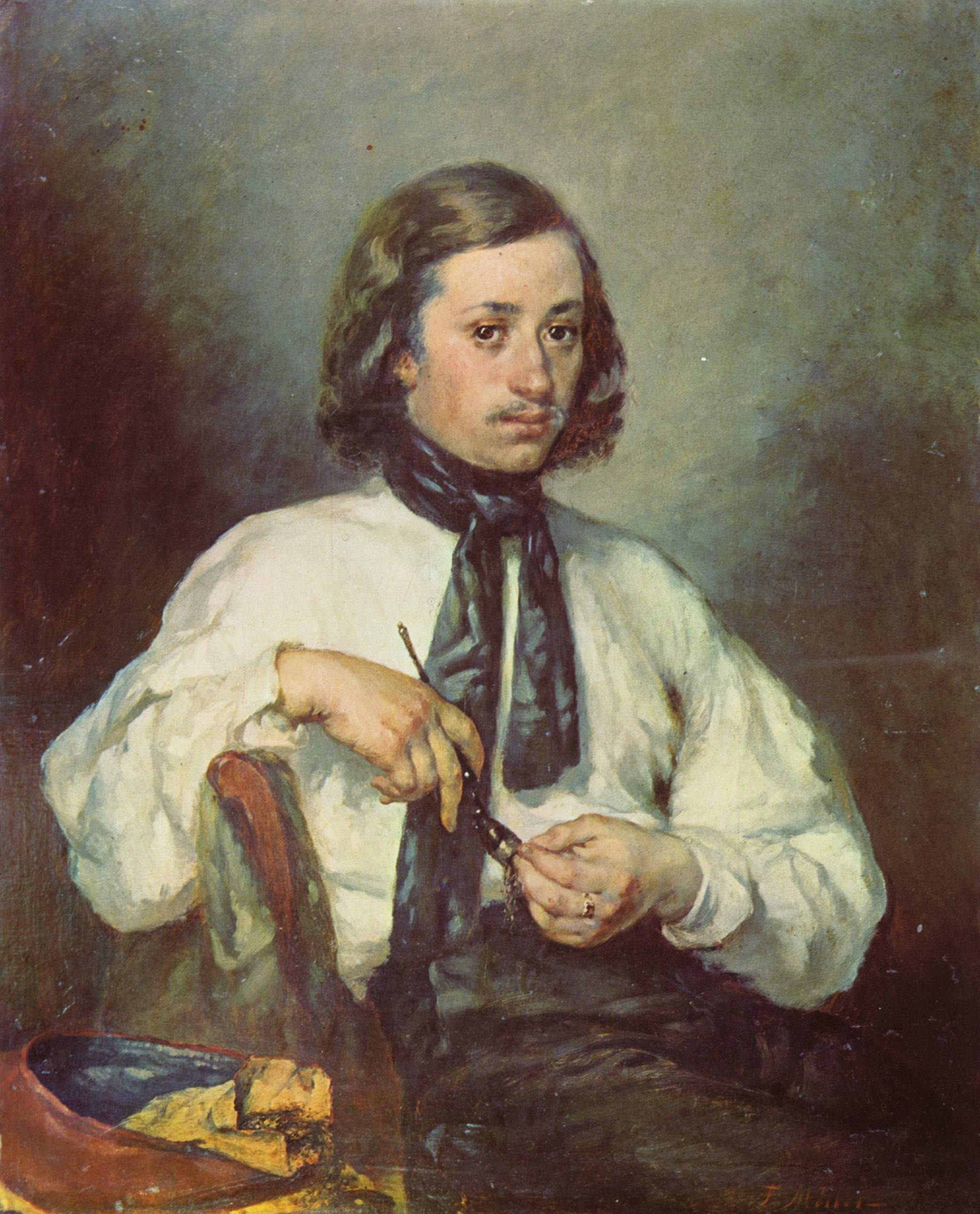
«Портрет  Армана Оно», 1843 р.
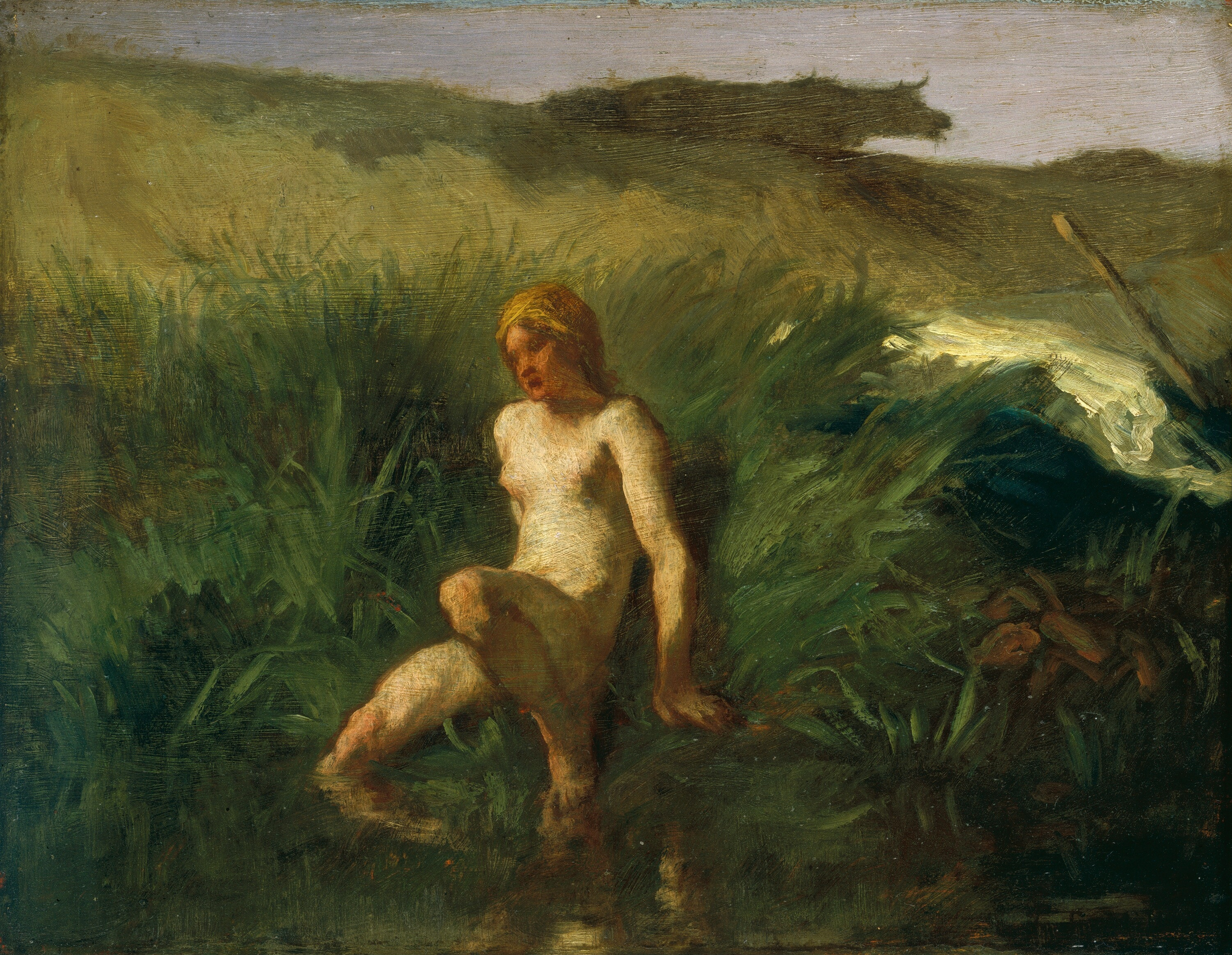
«Купання»

Поліна Оно — перша дружина художника. Вони побралися у 1841 році. Через чотири роки Поліна помре від сухот (туберкульозу). Не все гаразд було і з картинами — їх ніхто не купував. Жив художник на гроші від замовлених портретів.

## Село Барбізон

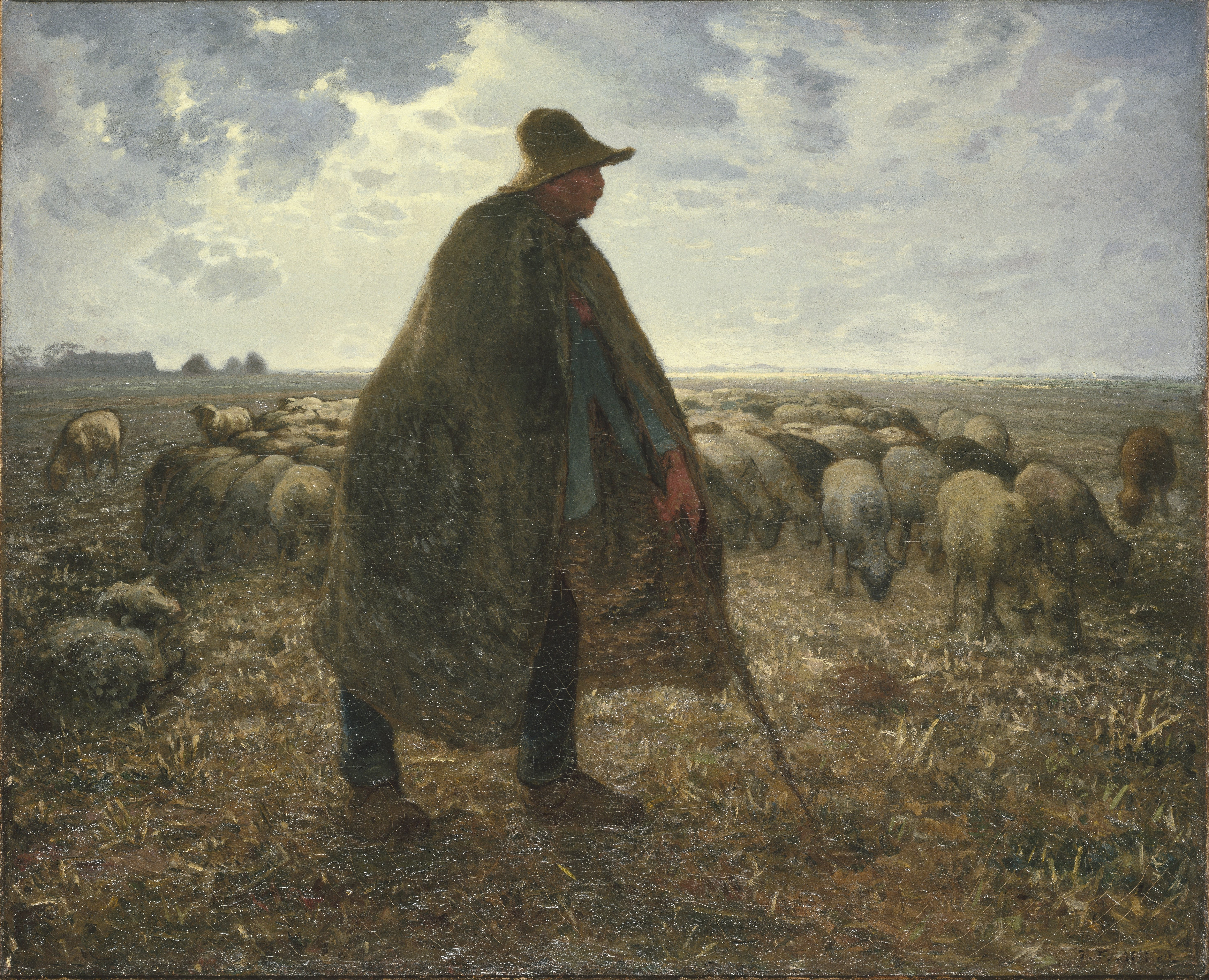
Франсуа Мілле. «Пастух зі стадом», Бруклінський музей, Нью-Йорк

Туди їхали не за натхненням. Там просто було дешево жити і це недалеко від Парижа. Село розташоване в лісі Фонтенбло. Мілле згадав, що він селянин і в Барбізоні обробляв землю, як і його батько, а у нечасті вільні години малював картини. Вони потроху продаються. А одну придбав навіть міністр внутрішніх справ за ціну, яка вдесятеро перевищила ціну художника.
Але кількість видатних пейзажистів тут була такою великою, що село уславилось на весь світ. Малював пейзажі і Мілле. І почував, що стає майстром, не схожим ні на кого. А в мистецтві це, після здібностей і працездатності, — головне.
Серед художників — іноземців Мілле приятелював з англійцем віртуозом Фредеріком Лейтоном, залишаючись ні в чому на нього не схожим.

## Малюнки

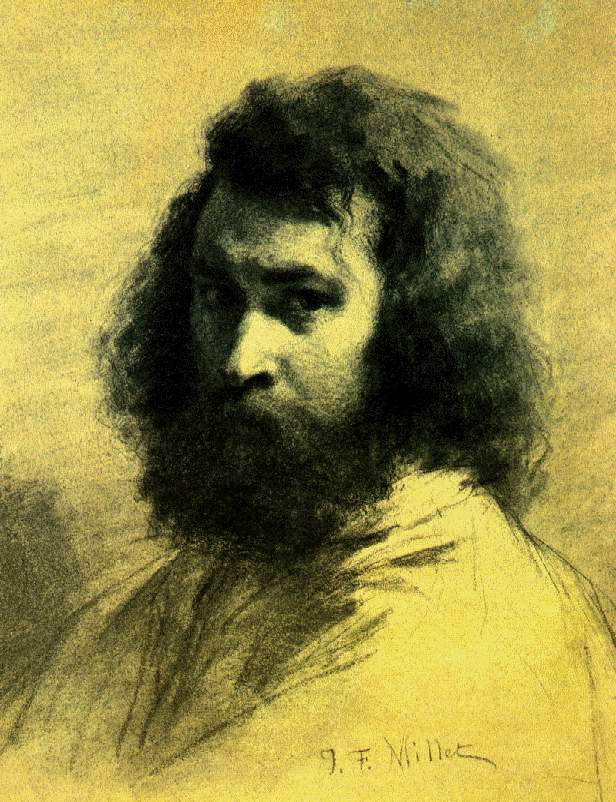
«Автопортрет», 1846 р.
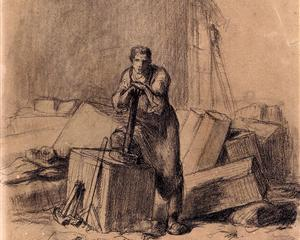
«В майстерні каменяра»
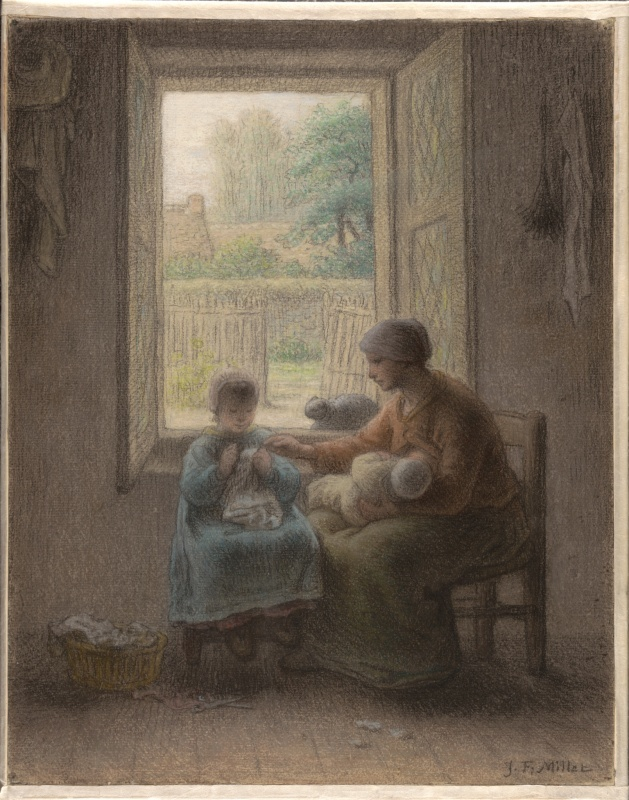
«Урок шиття», близько 1860, Мистецький музей Крокера.
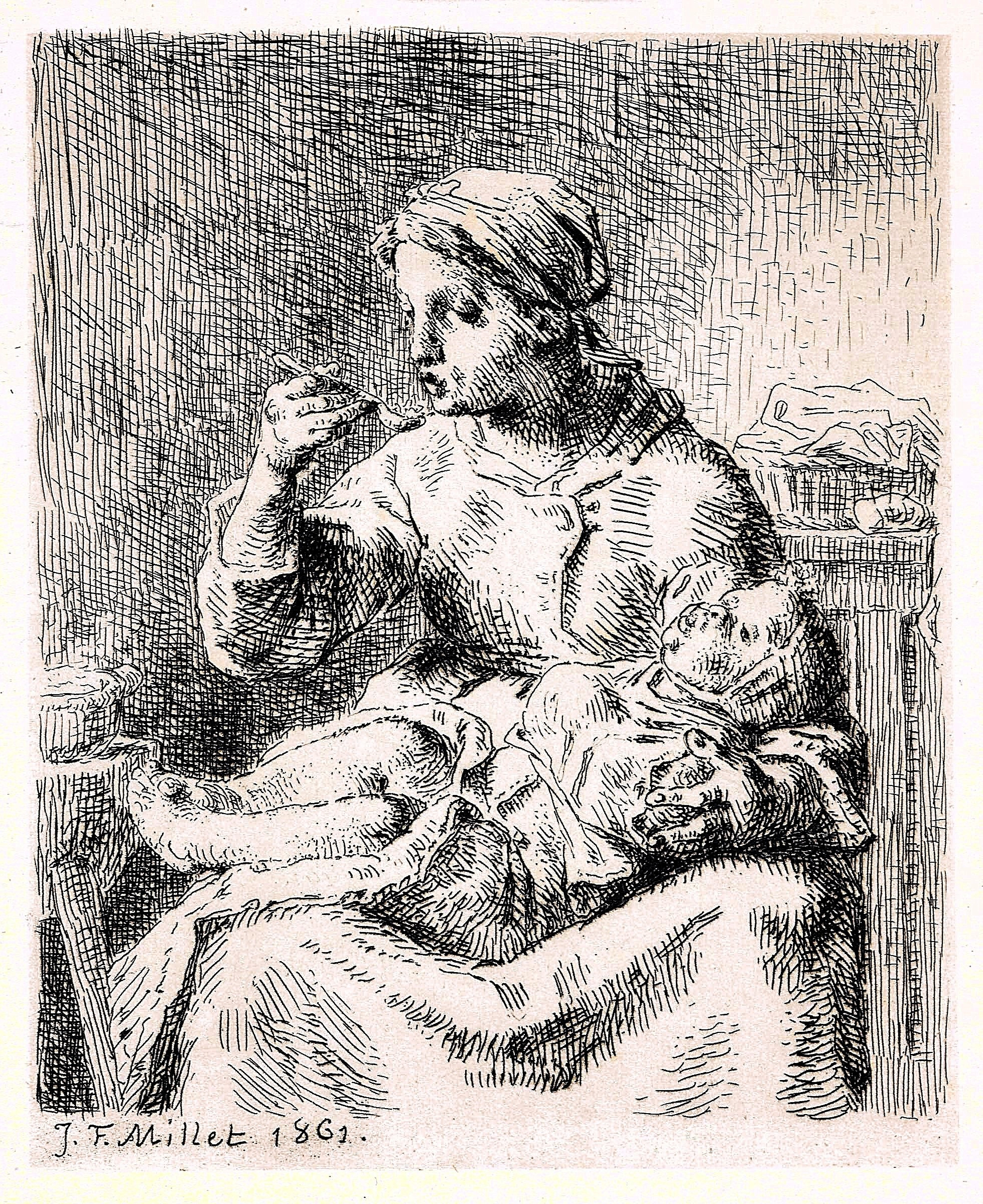
«Каша», 1861

## Пейзажі

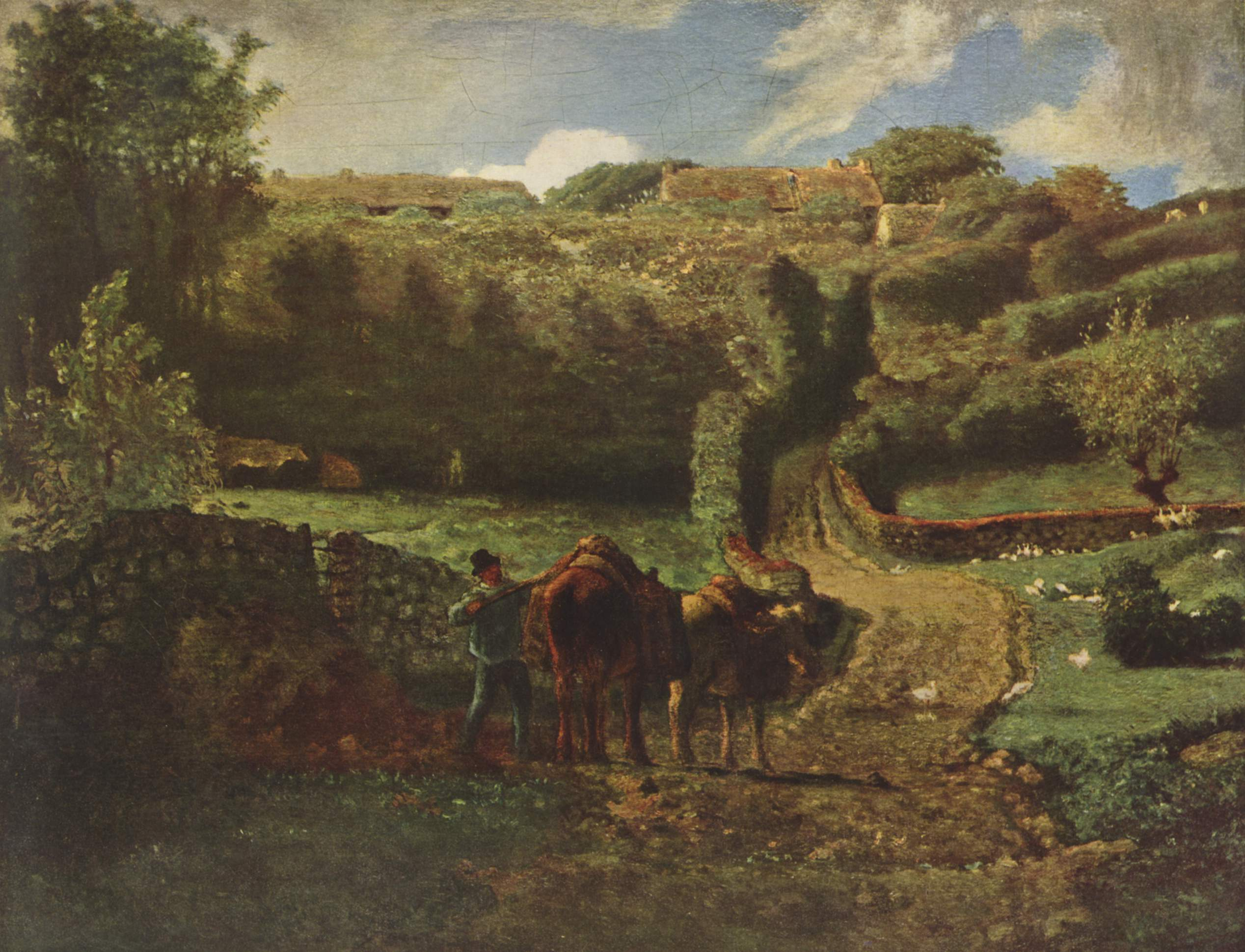
Гревіль, 1855. Музей красних мистецтв, Реймс, Франція.
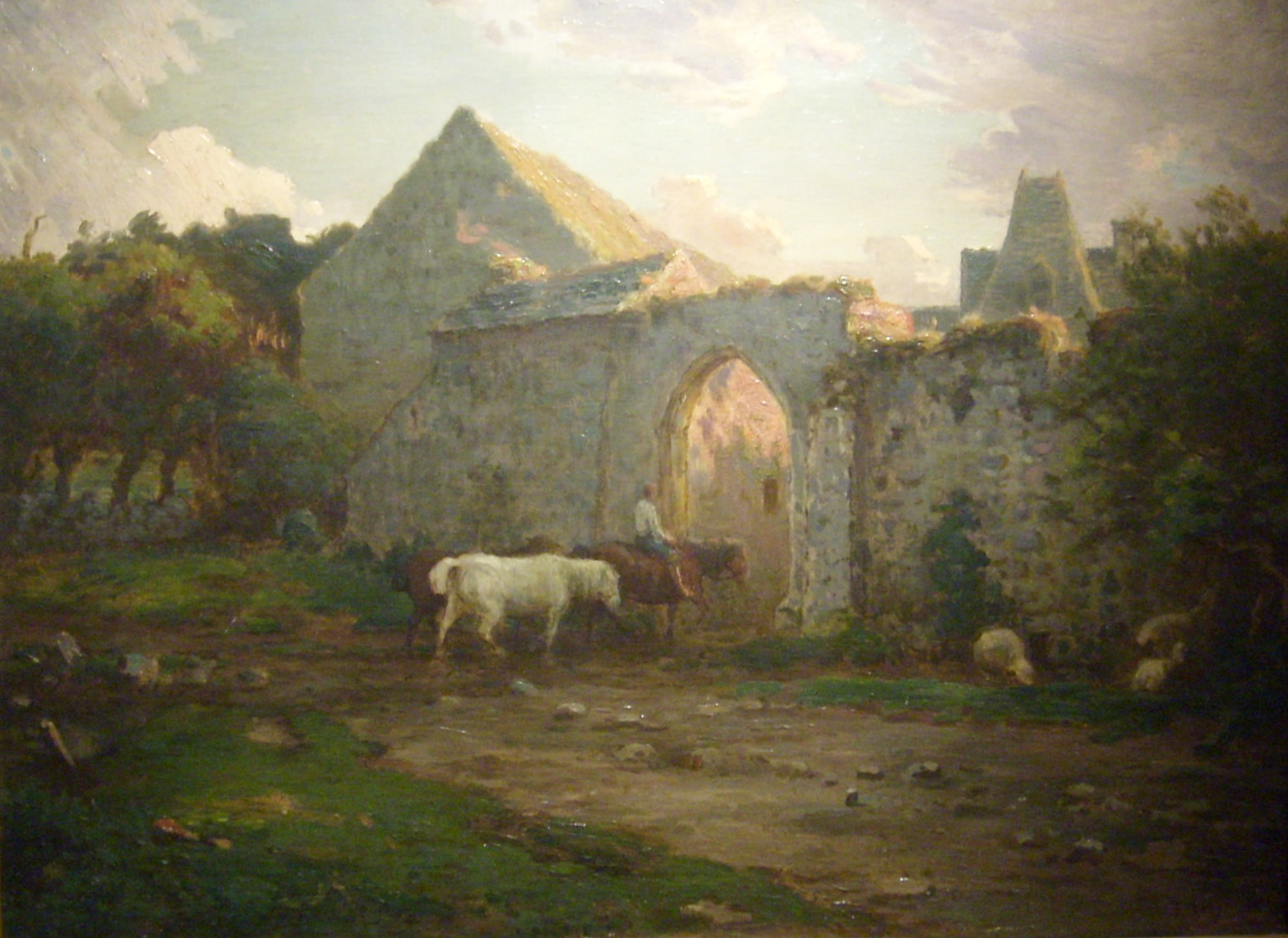
Сільська ферма Тур
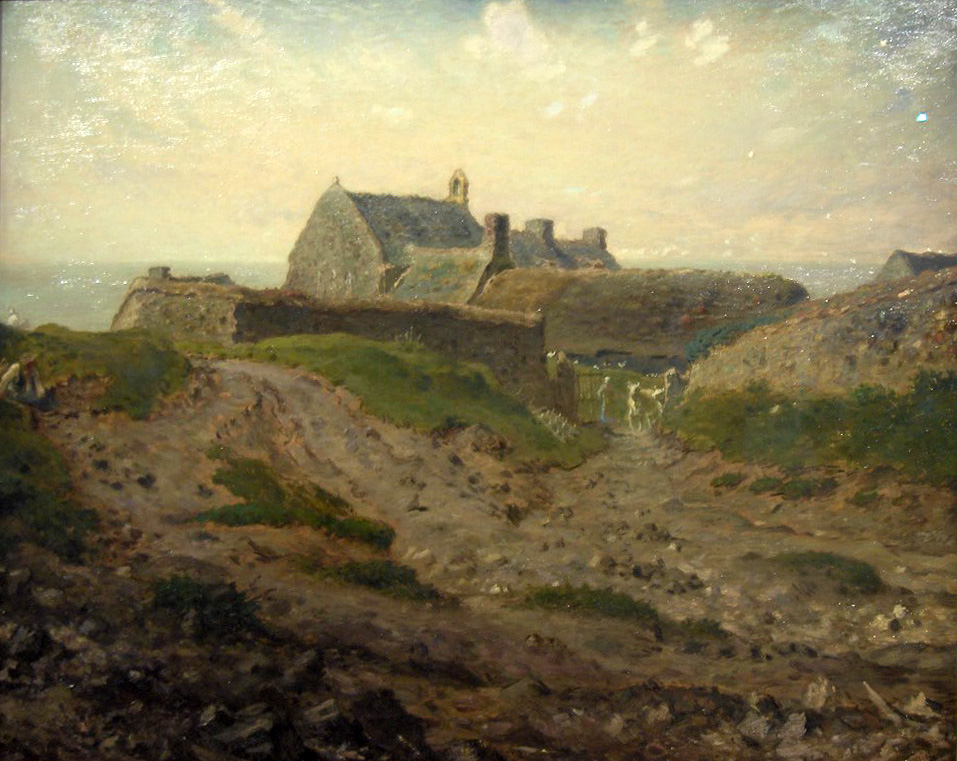
Kolostor Vauville-ban, Нормандія, 1868-1873
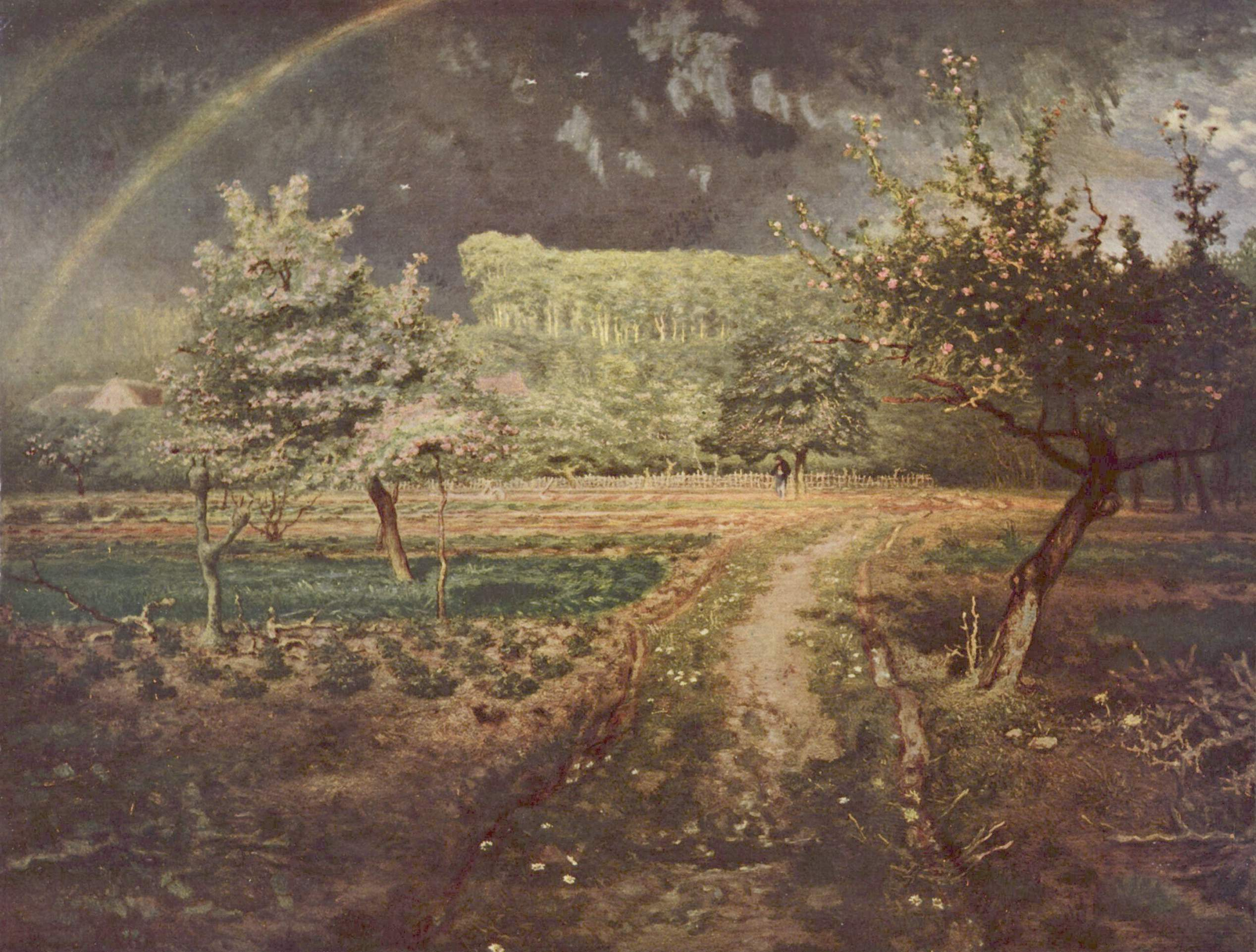
Веселка, 1868-1873. Музей д'Орсе, Париж

## Сільська Франція 19 століття

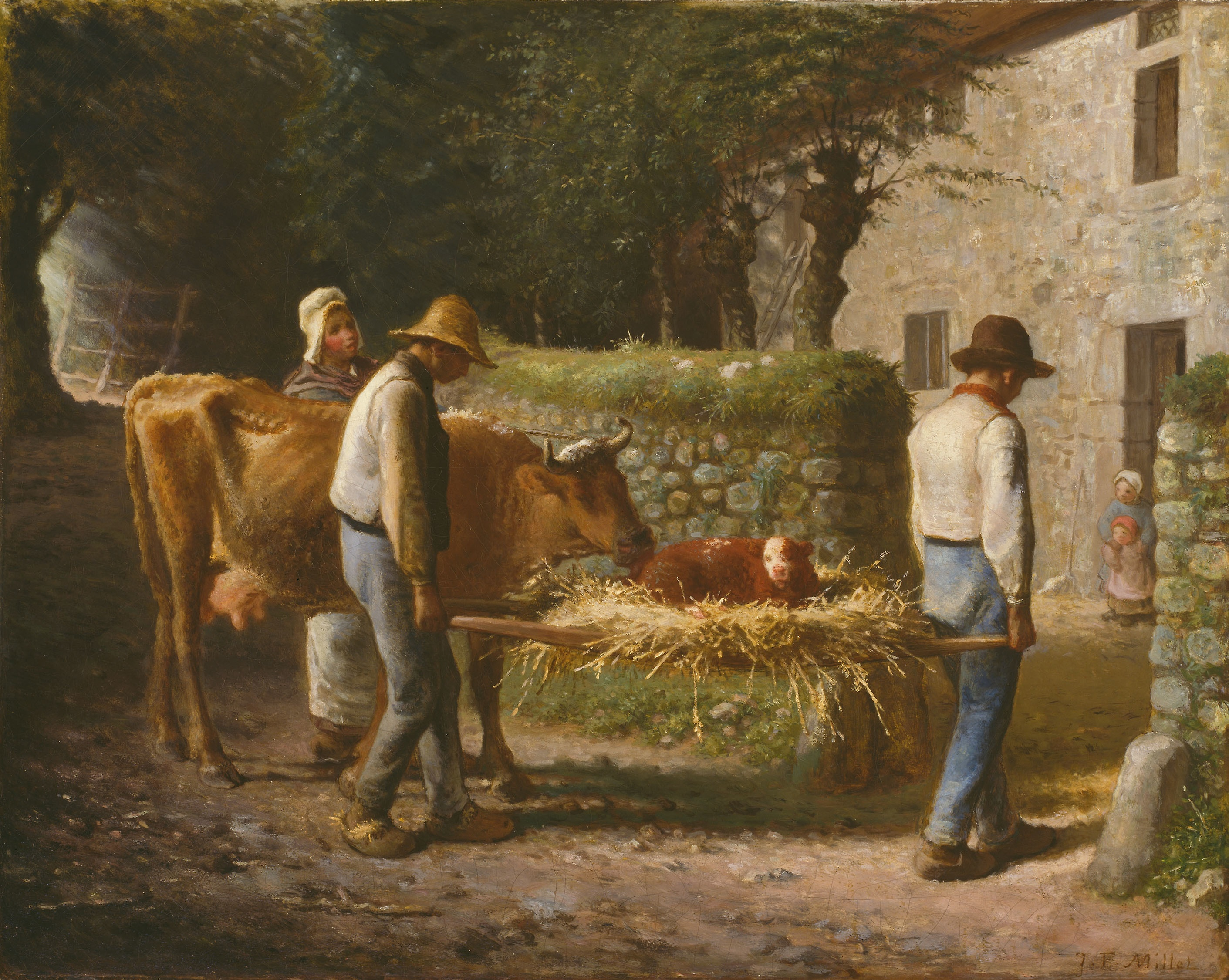
«Селяни несуть додому народжене в полі теля», 1864 р. Художній інститут Чикаго
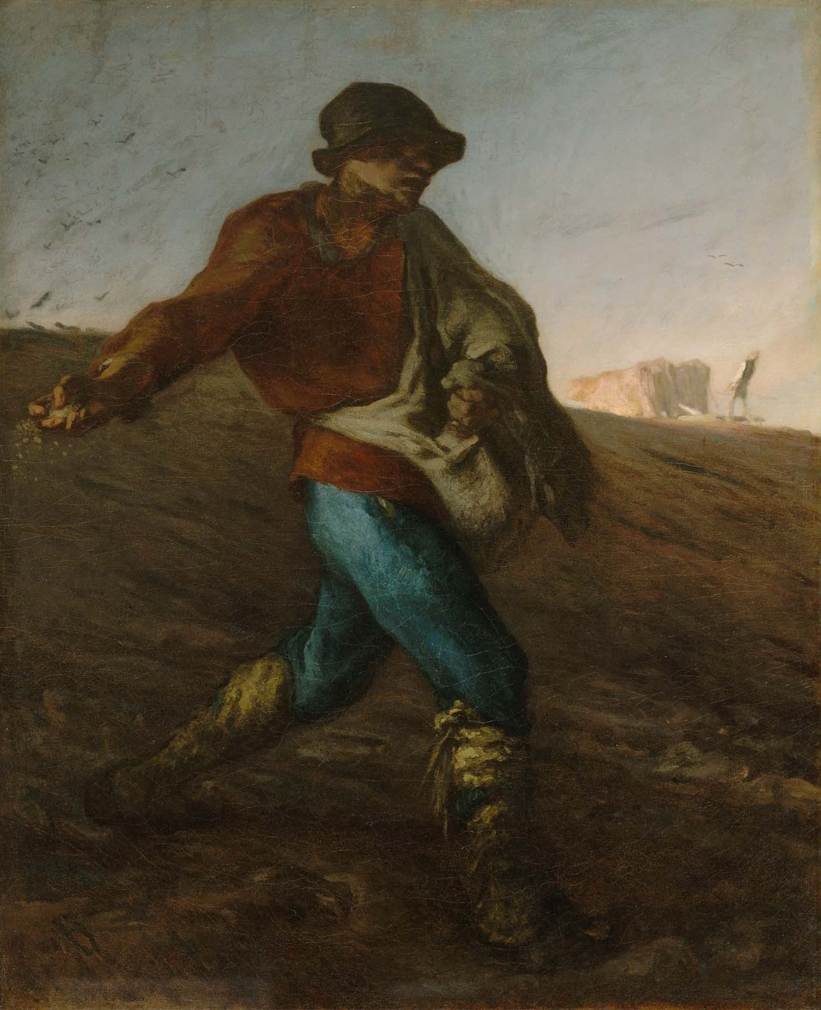
Сіяч, Бостонський музей образотворчих мистецтв, США.
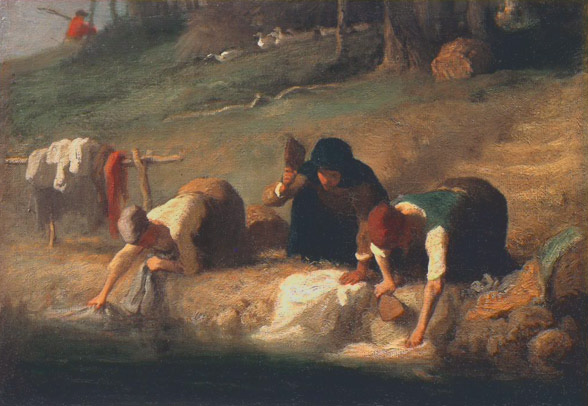
«Пралі на річці»
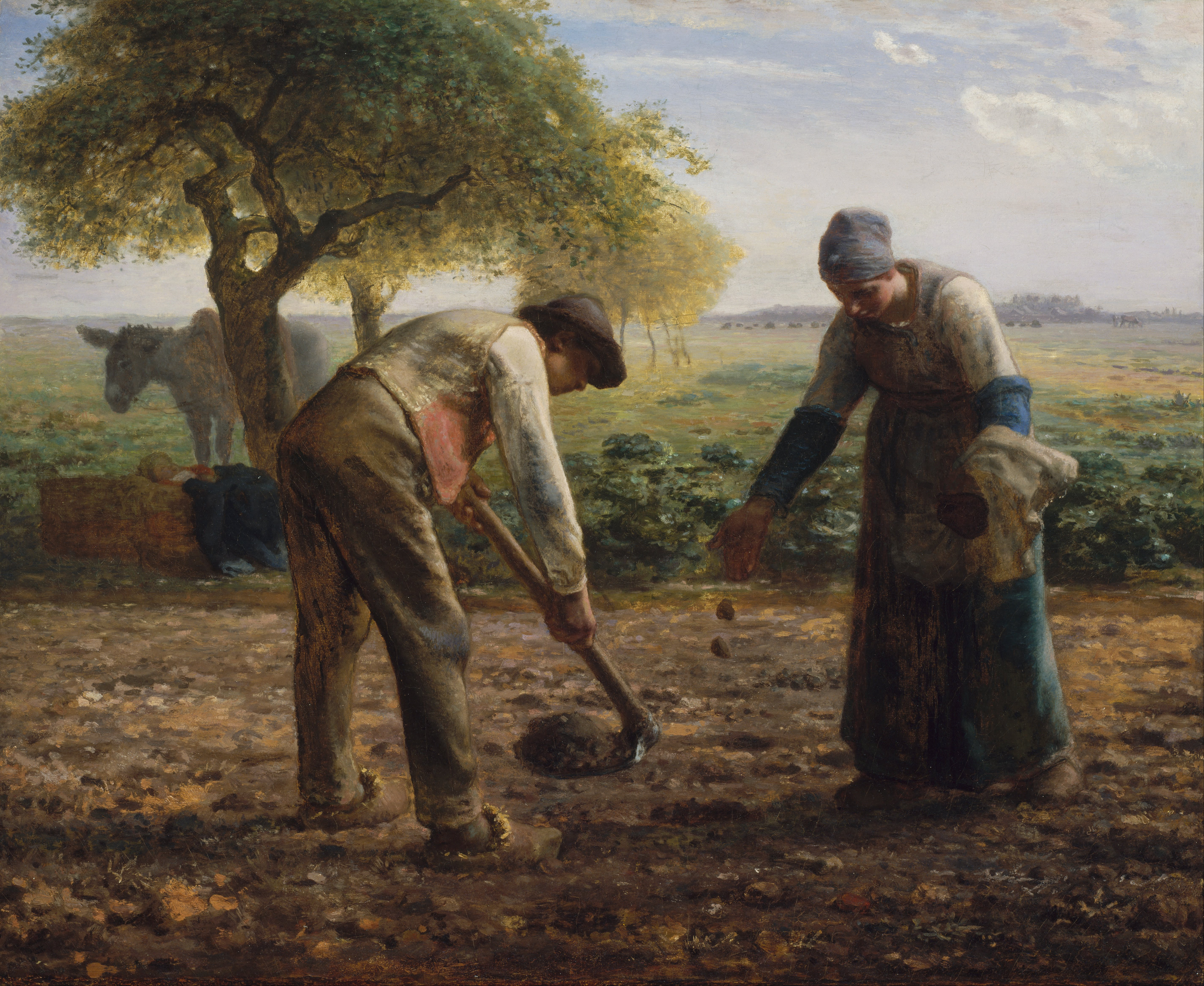
«Картопляне поле», Бостонський музей образотворчих мистецтв, США.
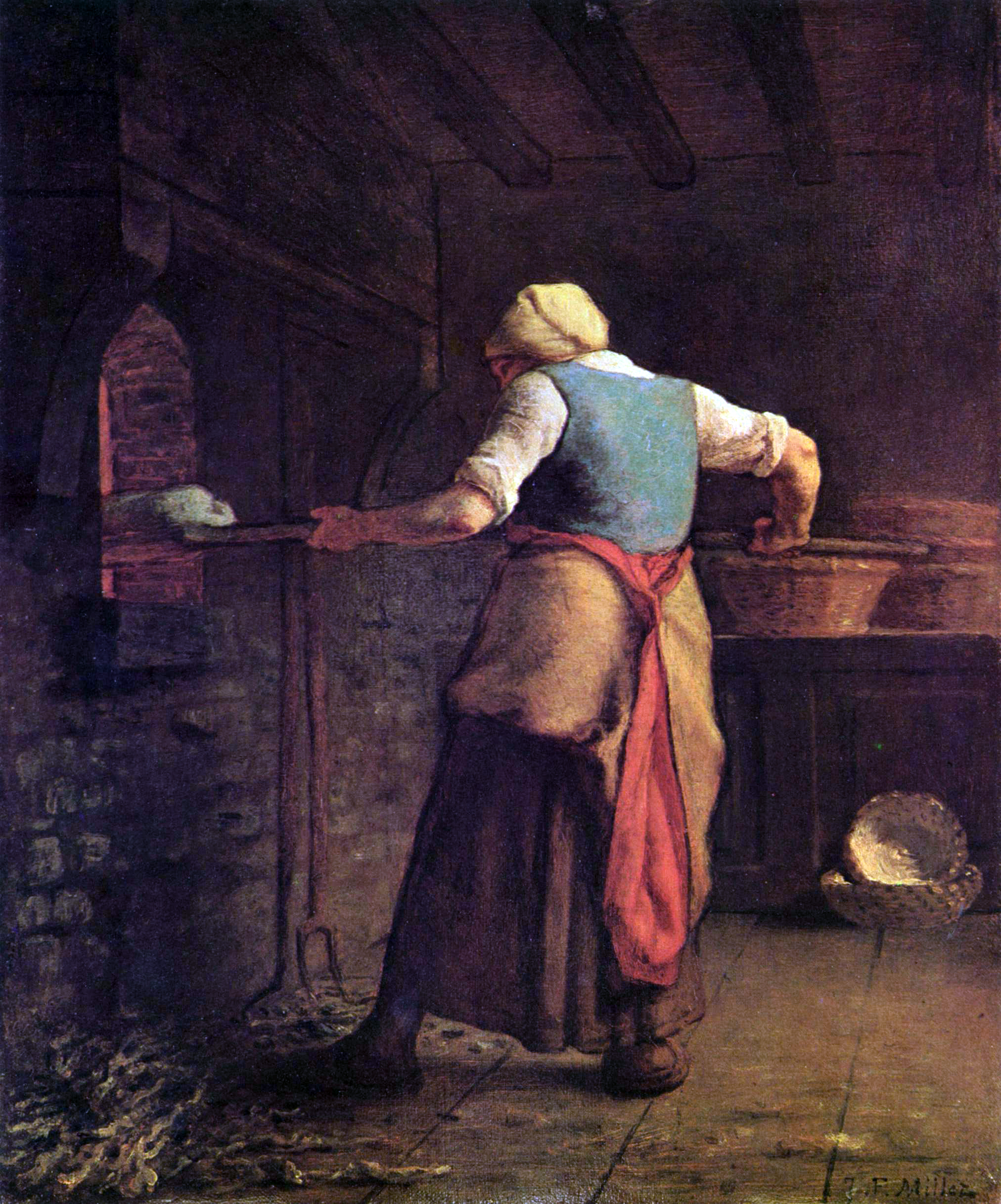
«Селянка пече хліб»
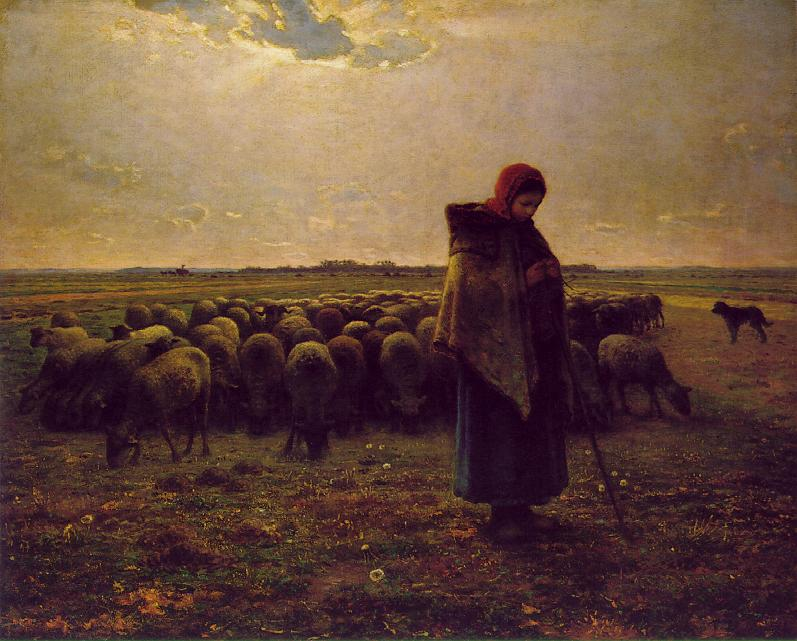
Пастушка, Лувр, Париж.

## Збирачки хмизу. Маленький шедевр

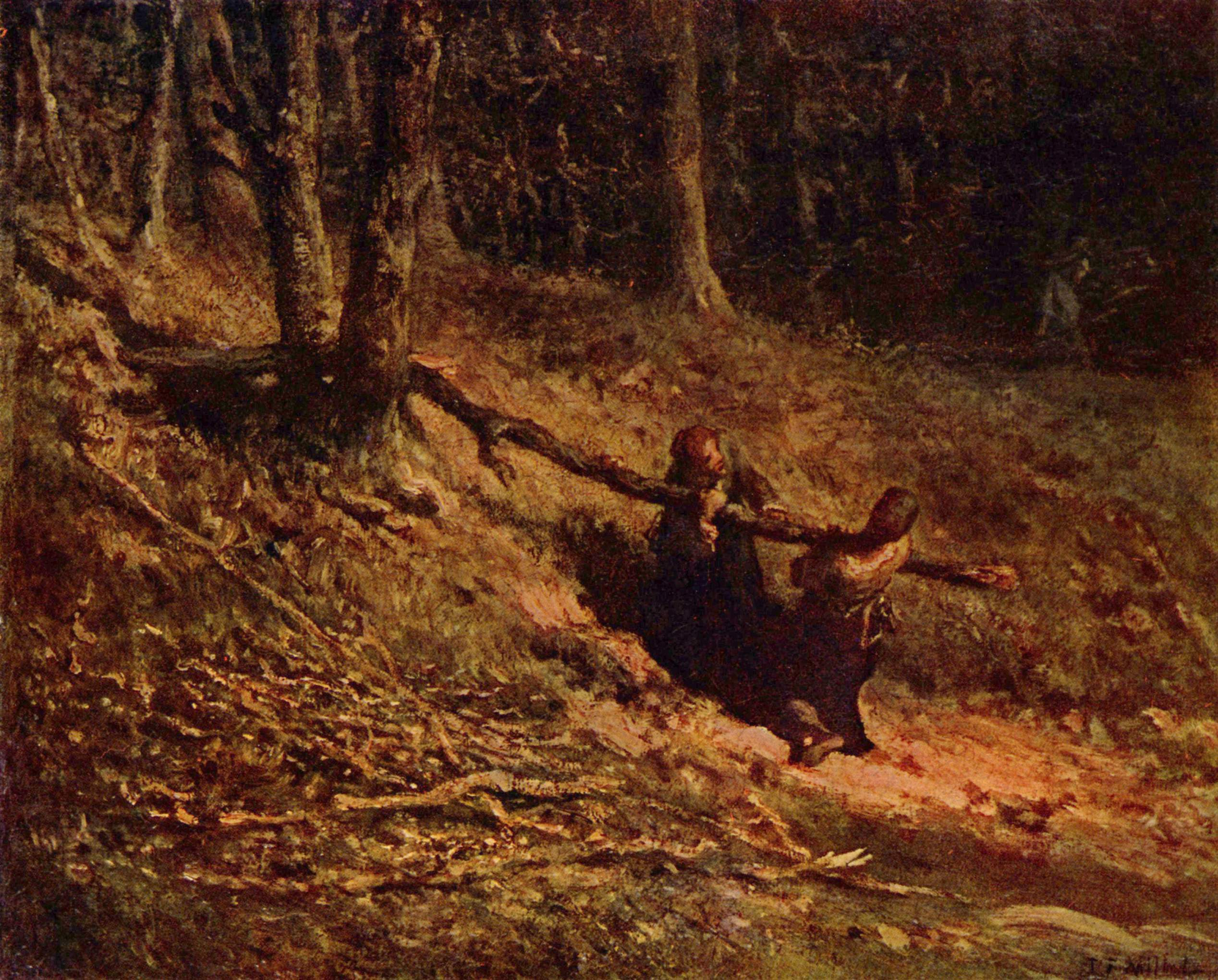
Збирачки хмизу, Москва

У Мілле майже неможливо знайти картини великі за розмірами: довжина уславленого полотна «Анжелюс» — 66 см, «Збирачок колосся» — 111 см, «Відпочинку на жнивах» — 116 см. І ці, здається, найбільші.
Маленьким шедевром стали і «Збирачки хмизу», всього 37 на 45 см. Сюжет картини у свій час вражав незвичайністю і разом з тим простотою. Дві маленькі постаті намагаються витягти суху застряглу деревину. Працю, яку гідно б робити худобі, роблять дві селянки, самі, не чекаючи допомоги. Це той страшний світ, де допомоги просто не дочекатись.
Дослідники дивувались — нема ні ефектної композиції, ні яскравих фарб. Нікого не вбивають і ніхто не кричить. А глядачі хапались за серце. Мілле навертав обличчя суспільства до народу, до надмірної праці селян, до співчуття тим, хто важко і страшно працював на землі. Він навертав суспільство (і мистецтво Франції) до гуманізму. І це перекривало і маленькі розміри картин Міллє, і відсутність колористичних скарбів, театральних жестів, криків тощо. В мистецтво поверталася гірка правда сьогодення.
Його поклик почули. Мілле став авторитетом в живописі. І як завжди, одні закричали про його заполітизованість, інші вбачали в ньому надзвичайність, феномен. Його картини почали купувати.
Колись «Збирачок хмизу» придбав С. М. Третьяков — брат Павла Третьякова, збирач творів митців Європи. Зазвичай він відсилав гроші в Париж своєму агенту, а той, на свій розсуд, побачивши гідне, купував і відсилав у Москву. І розсуд, і купівля виявились дуже вдалими. В Москві це майже єдина (окрім ще одного пейзажу) сюжетна картина Мілле.

## Два визнані шедеври: «Анжелюс» і «Збирачки колосся»

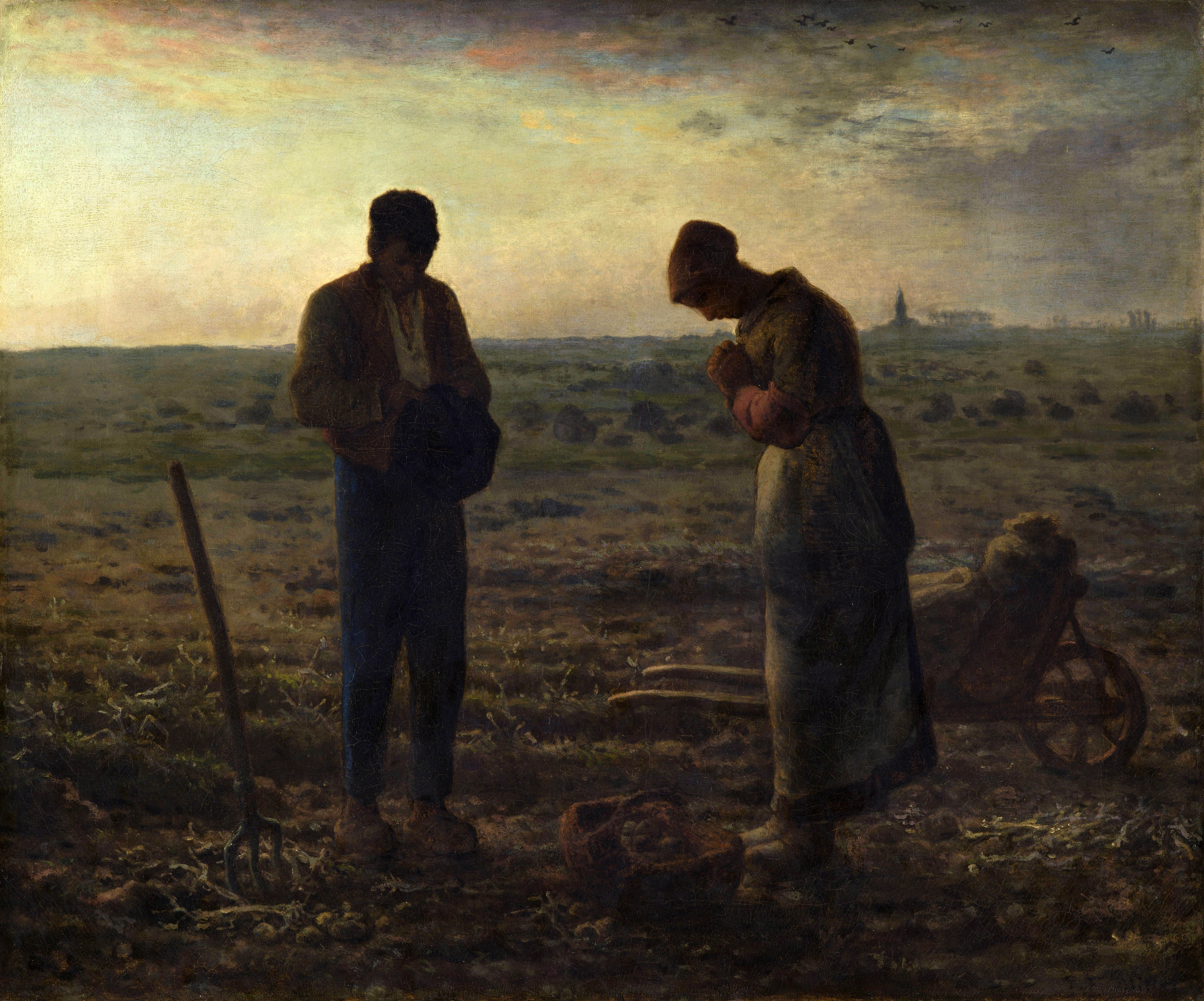
«Анжелюс» — вечірня молитва про померлих
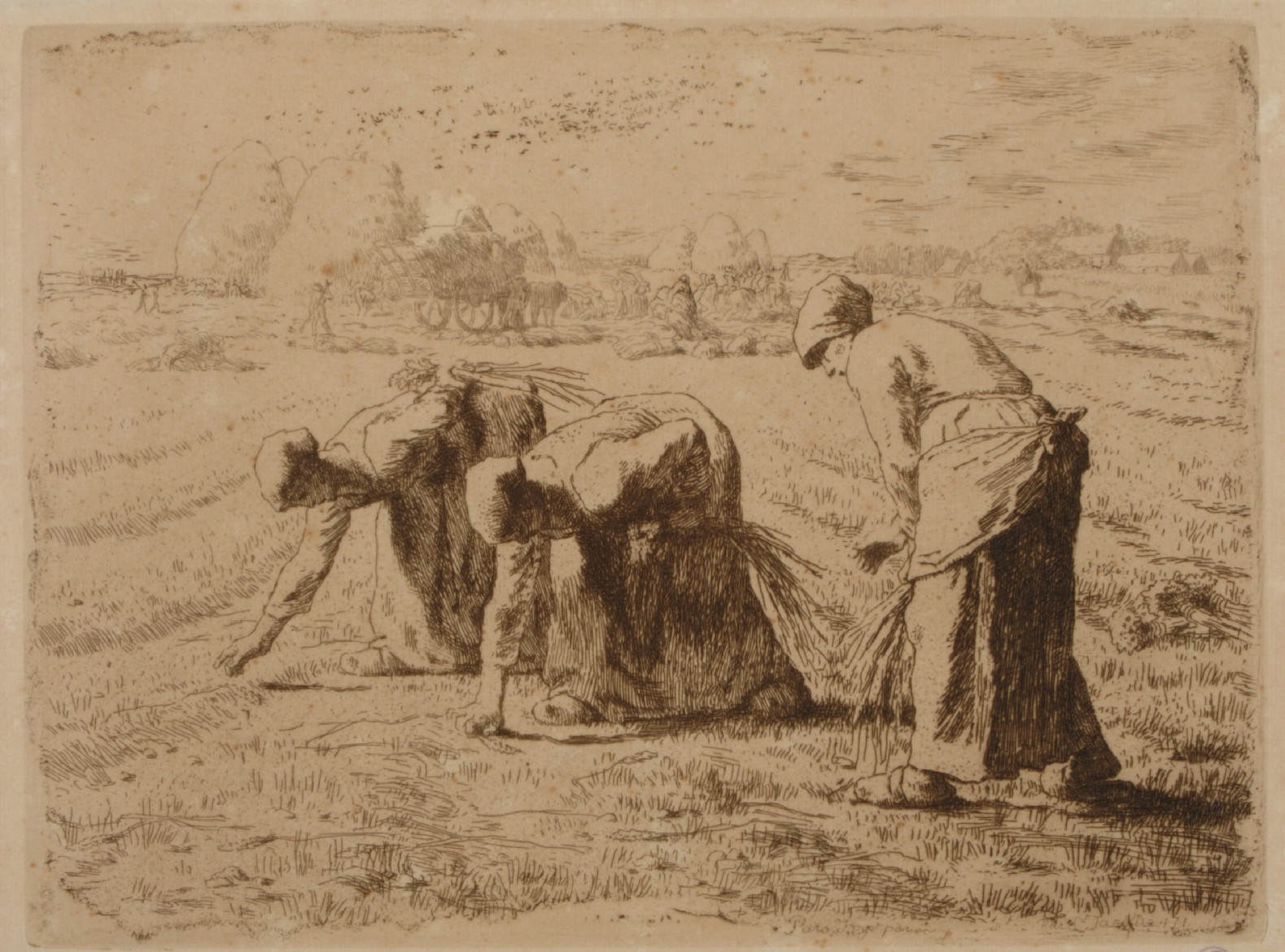
«Збирачки колосся», офорт, після 1857 р.
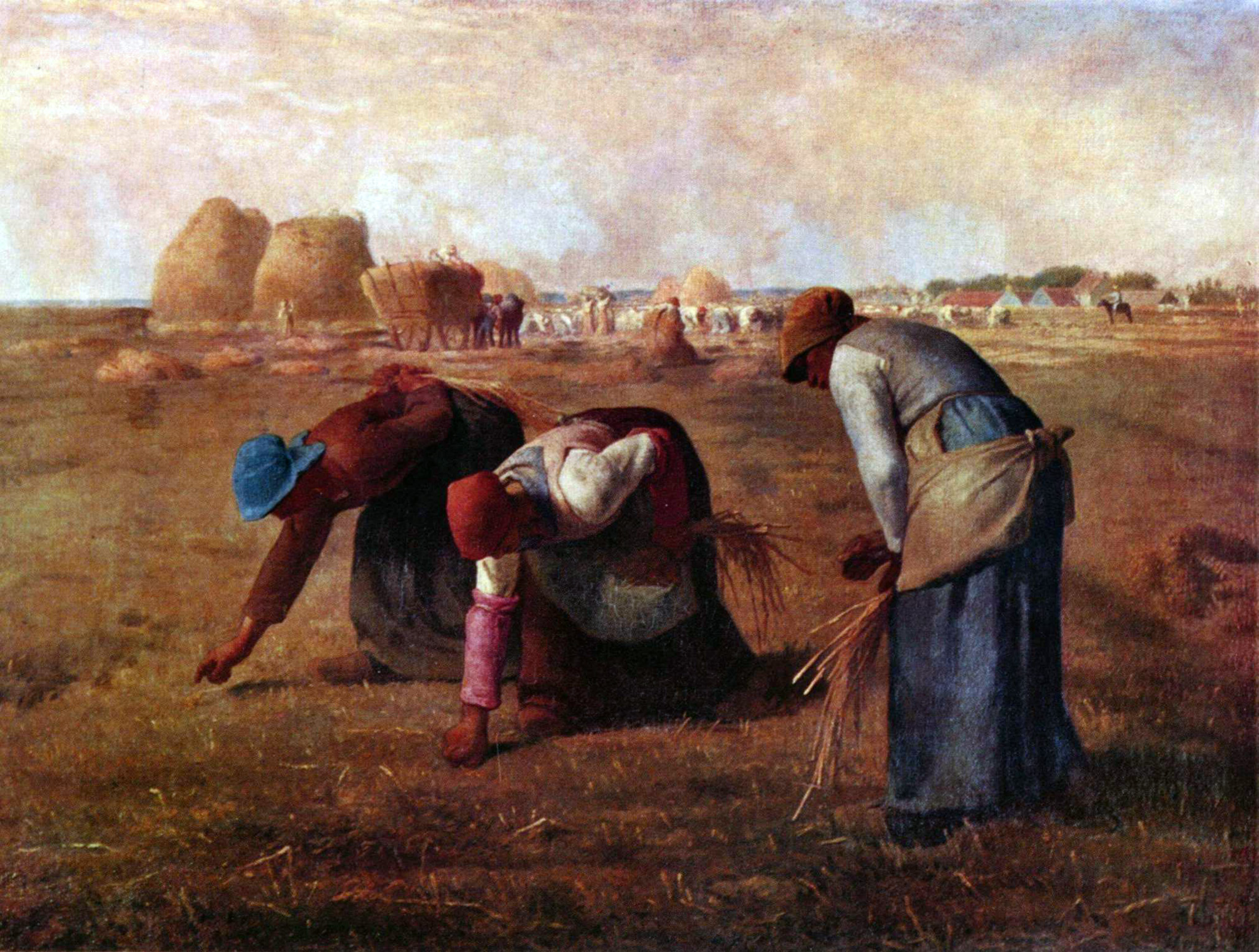
Збирачки колосся, Лувр

## Офорти

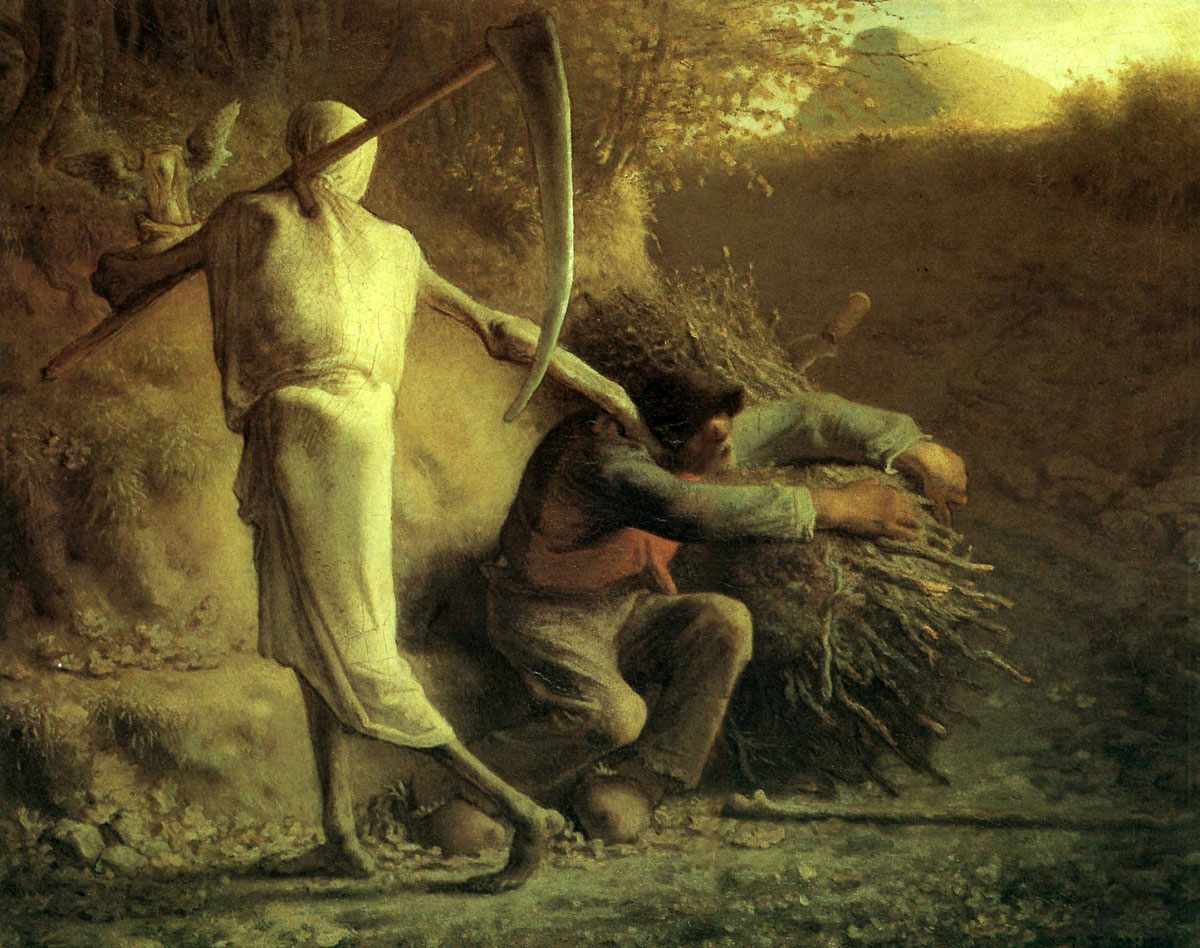
«Смерть забирає селянина-дроворуба»,1859, Копенгаген.

Мілле один з майстрів, що звертались до створення гравюр. Це не було головним в його творчості, тому він зробив декілька експериментів в різних техніках: шість літографій, дві геліографії, шість гравюр на дереві. Найбільше він працював в техніці офорт. Серед них є як повтори своїх картин (офорт «Збирачки колосся»), так і досить самостійні сюжети. Надзвичайно вдалим був офорт «Смерть забирає селянина-дроворуба», що високою мистецькою якістю нагадав шедевр німецького майстра 16 століття Ганса Гольбейна з серії «Танок смерті».
Мілле тривалий час шукав композицію. У музеї Лувр зберігають два малюнки Франсуа Мілле з першими пошуками композиції. Ще один малюнок потрапив у Ермітаж у 1929 році. Композиція останнього і лягла в основу як офорту, так і картини на цю ж тему (Нова Карлсбергська гліпкотека, Копенгаген).

## Джерела

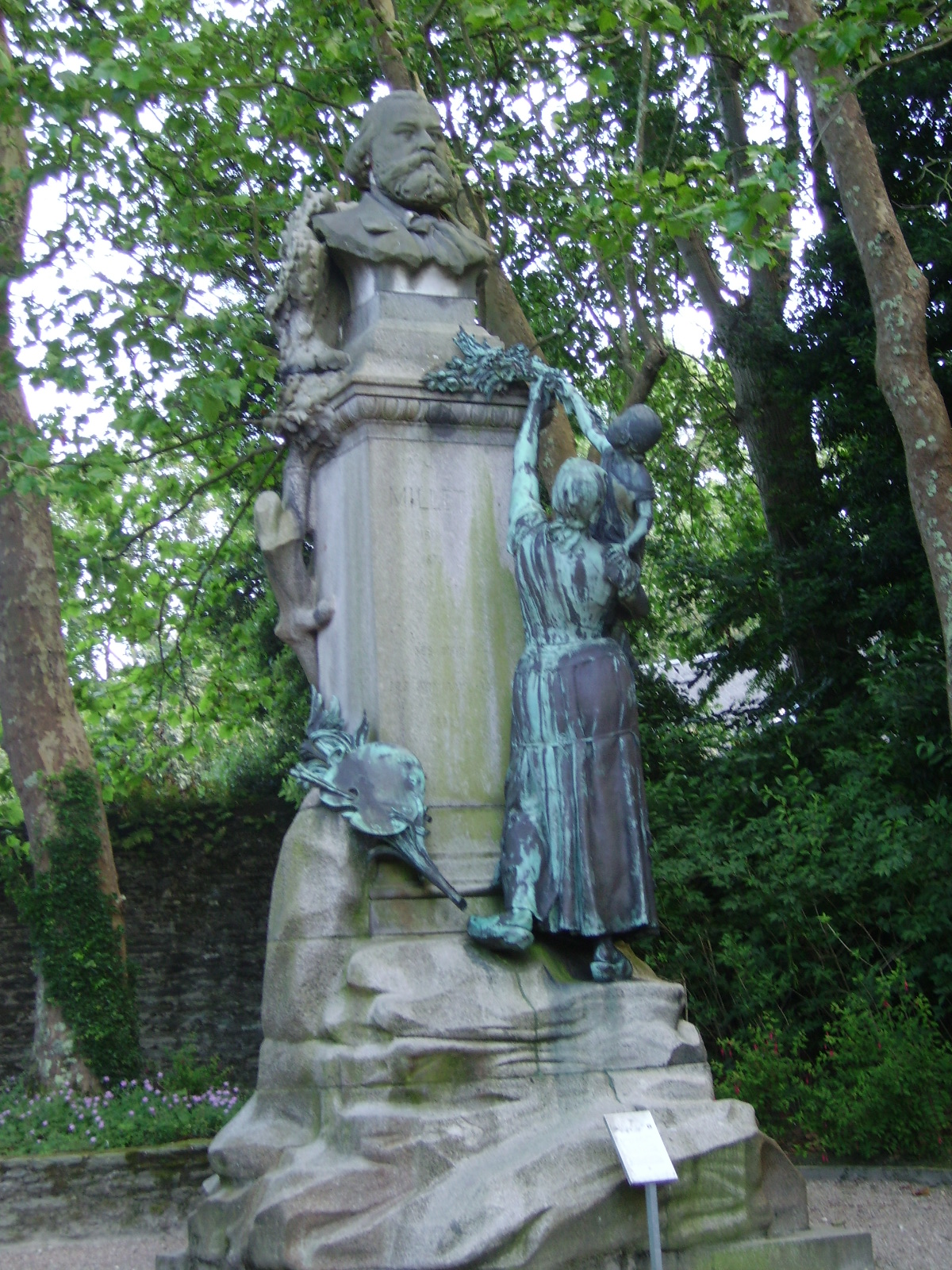
Анрі Шапу. «Монумент на честь художника Франсуа Мілле», м. Шербур

## Країни, де зберігають твори

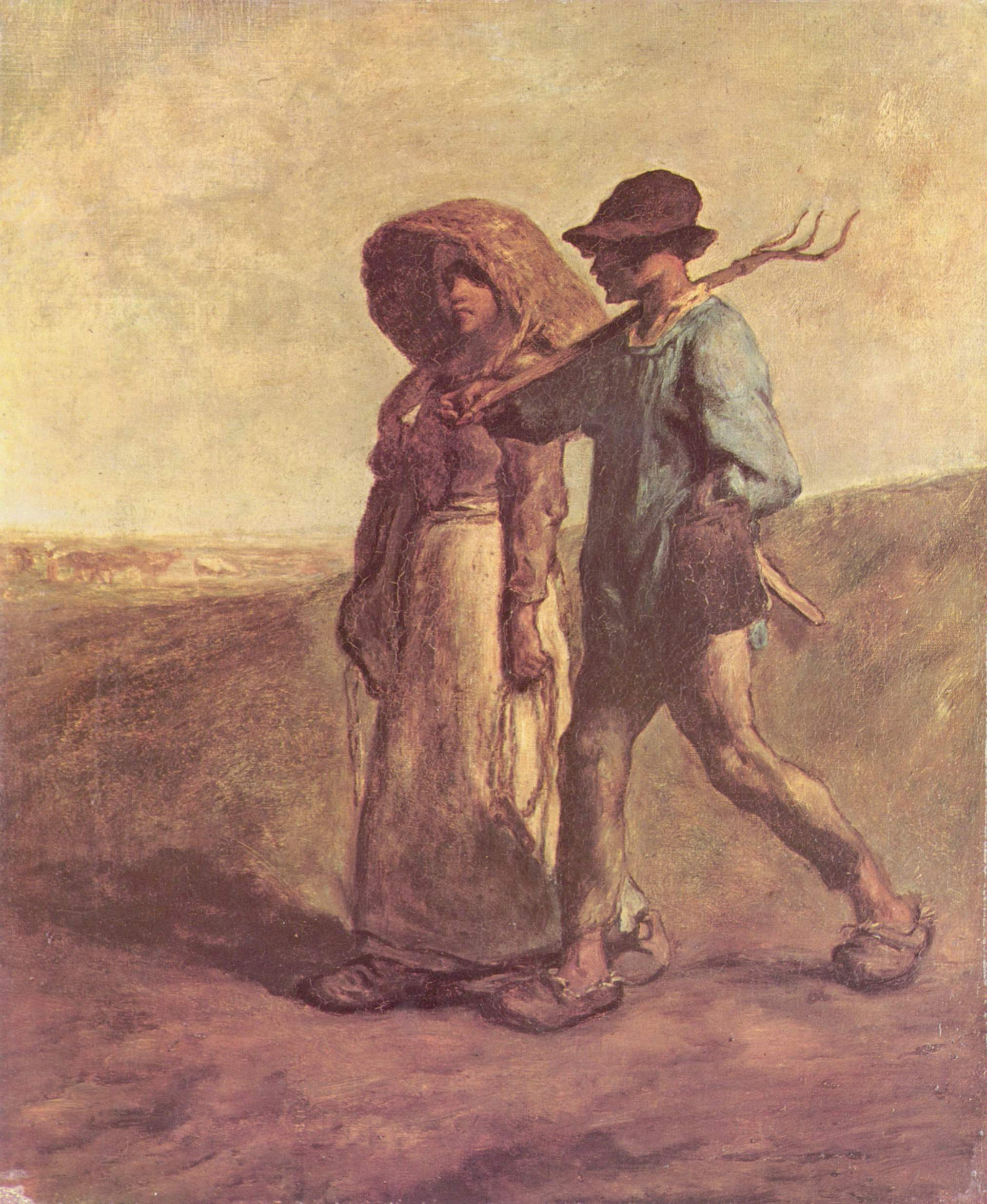
«Ідуть до роботи», 1857, Глазго

- Велика Британія
- Франція
- Росія
- Україна[джерело?]
- США
- Угорщина
- Японія